# NGC 5087
 NGC 5087  هي مجرة إهليلجية تقع في كوكبة العذراء.

## وصلات خارجية
- NGC 5087 على موقع ويكي سكاي: DSS2, SDSS, GALEX, IRAS, Hydrogen α, X-Ray, Astrophoto, Sky Map, Articles and images